# Edith Mamani
Edith Mamani Sandoval (* 25. Juni 1995) ist eine bolivianische Leichtathletin, die im Mittel- und Langstreckenlauf sowie im Hindernislauf antritt.

## Sportliche Laufbahn
Erste internationale Erfahrungen sammelte Edith Mamani 2016 bei den U23-Südamerikameisterschaften in Lima, bei denen sie im Hindernislauf in 11:12,12 min den sechsten Platz belegte. 2018 nahm sie an den Südamerikaspielen in Cochabamba teil und gewann dort in 10:59,06 min die Silbermedaille hinter der Peruanerin Rina Cjuro und gelangte im 1500-Meter-Lauf in 4:46,48 min auf Rang sechs. Anschließend belegte sie bei den Ibero-Amerikanischen Meisterschaften in Trujillo in 9:34,79 min den zehnten Platz im 3000-Meter-Lauf und wurde im Hindernislauf in 10:25,22 min Siebte. 2019 erreichte sie bei den Südamerikameisterschaften in Lima im Hindernislauf mit 10:18,40 min Rang acht und klassierte sich im 5000-Meter-Lauf in 16:42,77 min auf dem neunten Platz. Im Jahr darauf gewann sie bei den erstmals ausgetragenen Hallensüdamerikameisterschaften in Cochabamba im 3000-Meter-Lauf in 10:00,72 min die Silbermedaille und wurde über 1500 Meter in 4:42,67 min Vierte.
2015 und 2016 wurde Mamani bolivianische Meisterin im Hindernislauf sowie 2019 über 800 Meter.

## Persönliche Bestleistungen
- 800 Meter: 2:20,28 min, 4. Mai 2019 in Tarija
- 1500 Meter: 4:31,73 min, 26. April 2019 in Lima
  - 1500 Meter (Halle): 4:42,67 min, 1. Februar 2020 in Cochabamba
- 3000 Meter: 9:32,91 min, 24. März 2018 in Concepción del Uruguay
  - 3000 Meter (Halle): 9:58,85 min, 19. Januar 2020 in Cochabamba
- 5000 Meter: 16:38,38 min, 6. April 2019 in Cochabamba
- 3000 m Hindernis: 10:17,05 min, 27. April 2019 in Lima